# Amt Rotzis
Das Amt Rotzis war ein kleines königlich-preußisches Domänen-Amt, das zur Herrschaft Königs Wusterhausen gehörte. 1729 wurde es mit dem Erwerb des Dorfes Rotzis (seit 1938 Rotberg, heute ein Gemeindeteil im Ortsteil Waltersdorf der Gemeinde Schönefeld (Landkreis Dahme-Spreewald, Brandenburg)) geschaffen. Es wurde um 1836/39 in ein Rent-Amt umgebildet und mit dem Amt Königs Wusterhausen gemeinsam verwaltet; bestand aber formal weiter bis 1872/74.

## Geschichte
Am 5. Juni 1727 kaufte der brandenburgische Kurfürst und König in Preußen Friedrich Wilhelm I. für 20.000 Taler das Dorf und Vorwerk Kiekebusch von Major Ernst Ludwig von Beeren. Am 2. Juni 1729 folgte Dorf und Vorwerk Rotzis, das von Major Gottfried Emanuel von Einsiedel für 32.000 Taler erworben wurde. Die beiden Dörfer wurde zum Amt Rotzis zusammengefasst. Außerdem wurde noch vor 1800 der Tollkrug auf Amtsgebiet errichtet, sodass das Amt Rotzis 1817 die folgenden drei Siedlungen umfasste:
- Rotzis (ab 1938 Rotberg), Dorf und Vorwerk
- Kiekebusch, Dorf und Vorwerk (ab 1843/44 Vorwerk Karlshof)
- Tollkrug oder Hungriger Wolf, Krug

Das Amt Rotzis der Herrschaft Königs Wusterhausen war kein gewöhnliches preußisches Domänenamt, also Staatsbesitz, sondern wie die ganze Herrschaft Königs Wusterhausen Eigenbesitz der Herrscherfamilie der Hohenzollern. Die Erträge der Herrschaft Königs Wusterhausen dienten dazu, dem Kronprinzen oder nachgeborenen Prinzen der Hohenzollern einen standesgemäßen Lebensunterhalt zu ermöglichen. 1815 erwirtschaftete das Amt Rotzis einen Überschuss von 2200 Taler, 17 Groschen und 11 Pfennig. 1819 erhielt der Amtmann Johann Friedrich Christian Romanus einen Zeitpachtvertrag über das Amt Rotzis. Schon 1821 erhielt Romanus dann einen Generalpachtvertrag. Er kaufte 1830 das Rittergut Briesen bei Halbe. 1832 ist Johann Friedrich Christian Romanus gestorben. Daraufhin erhielt Karl Christian Dierke 1833 ebenfalls einen Generalpachtvertrag über das Amt Rotzis.
Das Amt Rotzis wurde um 1836 in ein Rentamt umgewandelt und dem Amt Königs Wusterhausen unterstellt bzw. vom selben Rentbeamter wie das Amt Königs Wusterhausen verwaltet. Es wurde aber formal nicht aufgelöst, denn in der Ortschafts-Statistik des Regierungs-Bezirks Potsdam mit der Stadt Berlin von 1861 erscheint der Name noch. Am 31. August 1842 brannten das Rittergut sowie ein Teil des Ortes ab. Während die Häuser im Dorf wiederaufgebaut wurden, verfiel das Gutshaus und die Wirtschaftsgebäude bzw. wurden nicht wieder aufgebaut. Ein neues Gut und Pächterhaus wurde 1843/44 in Karlshof aufgebaut. 1850 betrug der Überschuss des Amtes 1784 Taler, 26 Groschen und 6 Pfennige.
Die Vorwerke in Rotzis und Karlshof wurden 1861 getrennt verpachtet. Das Vorwerk in Rotzis  bildete schon vor 1860 einen eigenen Gutsbezirk, Karlshof gehörte zunächst zum Gemeindebezirk Kiekebusch; erst ab 1874 bildete Karlshof ebenfalls einen eigenen Gutsbezirk. 1872 wurde das Amt Rotzis endgültig aufgelöst.

## Amtmänner und Domänenpächter
- 1817 bis 1832 (†) Johann Friedrich Christian Romanus, Amtmann[11][3][12]
- 1832 vacat[13]
- (1833) 1834 bis 1839 Karl Christian Dierke, Amtmann[14][15]
- 1839 bis 1847 Karl Friedrich Ackermann, Oberamtmann[16][17]
- 1852 Kletschke, Rentmeister in Königs Wusterhausen[18]
- 1858 Kletschke, Domänenrat in Königs Wusterhausen, Gustav Friedrich Julius Trieglaff, Pächter in Rotzis[19]
- 1861 Kletschke, Domänenrat, Pächter Ernst Wilhelm Leopold Günther[20]
- 1865 Kletschke, Domänenrat, Pächter Ernst Wilhelm Leopold Günther[21]
- 1875 Brückert, Domänenrat, Pächter Ernst Wilhelm Leopold Günther[22]
- 1885 Brückert, Pächter Zacher[23]